# Virág Gábor (helytörténész)
Virág Gábor (Csantavér, 1940. július 12. – Kishegyes, 2021. szeptember 7.) vajdasági magyar helytörténész, művelődéstörténész, egyetemi tanár.

## Életpályája
Az általános iskolai tanulmányait Csantavéren, a gimnáziumot 1959-ben Szabadkán végezte el. 1964-ben az Újvidéki Egyetem Bölcsészet- és Társadalomtudományi Kar Magyar Tanszékén szerzett diplomát. 1973-ban Budapesten az Eötvös Loránd Tudományegyetemen nyelvészetből szerzett bölcsészdoktori fokozatot, doktori értekezetének címe: Csantavér keresztnevei.
1959–1960 között tisztviselő, 1965–1970 között tanár volt Kishegyesen, majd 1970–2000 között a topolyai gimnáziumban oktatott. 1994–1995 között a szabadkai óvóképző főiskola előadója, 1995–2007 között tanára. 1996–2004 között vendégtanár a belgrádi Filológiai Kar Magyar Tanszékén.
2005–2008 között a Bácsország főszerkesztője volt.
Tudományos munkával egyetemista kora óta foglalkozott, fő kutatási területe a névtudomány, a hely- és iskolatörténet. Tagja volt a Magyar Tudományos Akadémia Köztestületének. 2015-ben a Magyar Érdemrend lovagkeresztjével tüntették ki.